# Stabiliseringskrets
En stabiliseringskrets är i samband med användandet av zenerdioder helt enkelt att man kopplar ett motstånd till den varierande matningen och plockar ut sin stabiliserade spänning över zenerdiodens katod. Om man ser till så att strömmen genom zenerdioden hela tiden är större än c.a 5 mA så reglerar zenerdioden bra dvs blir av låg impedans precis som en Theveninsk spänningskälla ska vara.